# Seznam osebnosti iz Občine Mirna Peč
Seznam osebnosti iz občine Mirna Peč vsebuje osebnosti, ki so se rodile, delovale ali umrle v občini Mirna Peč.

## Do 19. stoletja
- Luka Rus (1767, Mirna Peč – 1836, Ljubljana), pravnik

## 19. stoletje
- Anton Bartel (1853, Mirna Peč – 1938, Ljubljana), leksikograf
- Fran Detela (1850, Moravče na Gorenjskem – 1926, Ljubljana), leta 1894 v Domu in svetu objavi zgodovinsko povest Hudi časi, ki se dogaja v Mirni Peči
- Matevž Grašič, dolenjski poslanec na Dunaju v letu 1848
- Ivan Koštial (1877, Gradec – 1949, Novo mesto), jezikoslovec, folklorist, pretolmačil krajevno ime Mirna Peč iz Medna Peč
- Janez Križaj (1802, Naklo – 1861, Mirna Peč), duhovnik
- Janez Mandalin (1818, Ljubljana – 1891, Stari trg, Ivančna Gorica), izdelovalec orgel, izdelal orgle v mirnopeški farni cerkvi in v dveh njenih podružnicah
- Lidija Murn (1949, Novo mesto), ustanoviteljica prve artoteke v Sloveniji leta 1989, ustanoviteljica Bralnega društva Slovenije
- Alojzij Progar (1857, Dolenja vas pri Mirni Peči – 1918, Celovec), kipar
- Matej Vurnik (1866, Stara Oselica – 1948, Tacen), glasbenik , skladatelj, nekaj časa organist v Mirni Peči

## 20. stoletje
- Ludvik Bartelj (1913, Mirna Peč – 2006, Dole pri Litiji), filozof, teolog, duhovnik
- Franjo Dular (1881, Gorenji Podboršt – 1924, Gradiška, bosna), veterinar, pisec veterinarskih priročnikov
- Lojze Kastelic (1923, Mali Vrh pri Mirni Peči – 2010, Mirna Peč), svetovno znani čebelar in krajevni zgodovinar
- Ivan Kovačič - Efenka, (1921, Dolenji Podboršt – 1963, Ljubljana), slovenski partizan, podpolkovnik in narodni heroj
- Tone Pavček (1928, Šentjurij pri Mirni Peči – 2011, Ljubljana), pesnik, esejist, prevajalec in urednik; v Mirni Peči se po njem imenuje nova osnovna šola, Pavčkov dom v njegovem rojstnem kraju in označena Pot Slakove in Pavčkove mladosti
- Jožko Povh (1897, Mirna Peč – 1983, Ljubljana), ustanovitelj tovarne perila v Novem mestu
- Stane Potočar - Lazar (1919, Mirna Peč – 1997, Ljubljana), slovenski partizan, general in narodni heroj
- Anton Pust (1934, Gorenji Globodol), duhovnik, kronist in popisovalec zgodovine mirnopeške doline
- Mara Rupena, poročena Osolnik (1918, Mirna Peč – 2003, Ljubljana), učiteljica, politična delavka
- Zora Rupena - Katja (1920, Mirna Peč – 1945, Mala vas pri Ormožu), učiteljica, politična delavka
- Lojze Slak (1932, Jordankal pri Mirni Peči – 2011, Ljubljana), slovenski harmonikar, ljudski godec
- Jože Slak - Đoka (1951, Jablan – 2014, Jordankal pri Mirni Peči), akademski slikar
- Ludvik Starič (1906, Mirna Peč – 1989, Ljubljana), slovenski motociklični dirkač
- Albert Struna (1901, Mirna Peč – 1982, Ljubljana), strokovnjak strojništva

## 21. stoletje
- Jože Pungerčar (1960, Mirna Peč), molekularni biolog, sodeloval pri razvoju antibiotika salinomicina in v skupini, ki je prva na svetu biotehnološko pridobila beljakovino ovčji kimozin (omogoča sirjenje mleka)
- Marija Mojca Pungerčar (1964, Mirna Peč), modna kreatorka, gledališka kostumografinja in akademska slikarka
- Jože Slak (1963, Mirna Peč), arhitekt, sodeloval pri prenovi Novega mesta, skrbi za grafično podobo Krke in Leka

## Po osebnostih poimenovano
- Osnovna šola Toneta Pavčka
- Pavčkov dom
- Pot Slakove in Pavčkove mladosti
- Muzej Lojzeta Slaka in Toneta Pavčka v stari osnovni šoli